# 브루노 브루니 주니어
브루노 브루니 주니어(이탈리아어: Bruno Bruni Jr., 본명: 브루노 루치아노 조반니 브루니(Bruno Luciano Giovanni Bruni), 1978년 4월 26일 ~ )는 대한민국에서 활동하는 이탈리아의 배우이자 방송인이다.

## 생애
이탈리아의 화가이자 조각가인 브루노 브루니의 아들이다. 아버지를 따라 독일에 거주하던 도중에 1997년에 대한민국에 유학하여 이화여자대학교 국제프로그램 경제학과를 전공했다. 1999년에는 연세대학교 국제교육부에 재학 중이던 중국 출신 유학생인 보쳉(姜波)과 함께 KBS 2TV에서 방송된 예능 프로그램 《한국이 보인다》의 〈외국인 도보 체험! 한국 대장정〉 코너에 고정 출연하여 이름을 알렸는데 특히 태권도에 특기가 있다고 밝혀 화제를 모았다. 2003년에 비자 문제로 인하여 대한민국을 떠났고 미국 CBS 드라마 《크리미널 마인드》, ABC 드라마 《로스트》 등에 출연했다. 2019년에는 비엔비엔터테인먼트와 계약을 체결했다.

## 출연 작품

### 텔레비전 프로그램
- KBS2 《한국이 보인다》 (1999-2001년)
- SBS 《불타는 청춘》 (2019년)
- MBC 《구해줘 홈즈》 (2019년)
- MBN 《친한 예능》 (2020년)

### 텔레비전 드라마
- 《Das geheime Leben der Spielerfrauen》 (2005, 4개 에피소드) - 루카 피라니 역
- 《SOKO Kitzbühel》 (2006, 1개 에피소드) - 크리스토프 바이스 역
- 《Rosamunde Pilcher》 (2007, 1개 에피소드) - 그레고리 역
- 《Einsatz in Hamburg》 (2007, 1개 에피소드) - 제이미 역
- 《Freundschaft mit Herz》 (2007, 6개 에피소드) - 자스코 노도르프 역
- 《Das Traumhotel》 (2008, 1개 에피소드) - 세바스티안 젤만 역
- 《크리미널 마인드》 (2008, 1개 에피소드) - 히치하이커 역
- 《Fünf Sterne》 (2008, 2개 에피소드) - 자니 역
- 《로스트》 (2009, 2개 에피소드) - 브레넌 역
- 《Call the Boys》 (2017, 파일럿) - 파스칼 역
- 《바람과 구름과 비》 (2020년, TV조선)

### 텔레비전 영화
- 《Schüleraustausch - Die Französinnen kommen》 (2006) - 플로리안 역
- 《Das Traumpaar》 (2008) - 칼레 역
- 《Kommissar LaBréa - Tod an der Bastille》 (2009) - 장마르크 라가르데 역
- 《Kommissar LaBréa - Mord in der Rue St. Lazare》 (2010) - 장마르크 라가르데 역
- 《Kommissar LaBréa - Todesträume am Montparnasse》 (2010) - 장마르크 라가르데 역
- 《Ein Sommer in Südfrankreich》 (2016) - 안드레 비달 역

### 영화
- 《이온 플럭스》 (2006) - 군인 역
- 《그레이브 던》 (단편, 2007) - 하인렌 역
- 《The Animals》 (2015)
- 《레이스》 (2016) - 한스 에르틀 역

### 광고
- 1999년 KFC 트위스터 (서경석과 함께 출연)
- 1999년 공익광고협의회 친절 공익광고 (정영숙과 함께 출연)
- 2000년 온세텔레콤 00365 (보쳉과 함께 출연)
- 2000년 해태제과 바밤바
- 2000년 매일유업 써프라이즈 (보쳉, 임유진과 함께 출연)